# Giovanni Antonini
Pour les articles homonymes, voir Antonini.
Giovanni Antonini est un flûtiste et chef d'orchestre italien né en 1965 à Milan. Il est le chef d’orchestre de l'ensemble Il Giardino Armonico, spécialisé dans la musique baroque, notamment celle de Vivaldi.

## Biographie
Né à Milan, Giovanni Antonini fréquente la Civica Scuola di Musica de Milan et le Centre de Musique Ancienne de Genève, étudiant la flûte à bec et la flûte traversière baroque. En 1985, avec Luca Pianca, il cofonde il Giardino Armonico, qui dirige depuis 1989.
Il est spécialisé dans l'exécution et l'interprétation du répertoire baroque et classique, Antonini s'est produit au fil des ans avec d'éminents artistes, notamment Christoph Prégardien, Giovanni Sollima, Katia et Marielle Labèque, Viktoria Mullova, Giuliano Carmignola et Cecilia Bartoli. Il a fait des tournées dans le monde entier et a reçu de nombreuses récompenses, notamment, avec Il Giardino Armonico, le Gramophone Award, le Diapason d'Or et le Choc du Monde de la Musique.
En tant que chef d'orchestre, il a collaboré avec des orchestres tels que le Berliner Philharmoniker, le Chicago Symphony, le London Symphony et le Royal Concertgebouw Orchestra à Amsterdam, interprétant des programmes de musique baroque et classique,.
En 2011, il est directeur artistique du Festival Mozart de la ville de Barcelone, et en 2013 du festival Wratislavia Cantans.
En 2014, Antonini, avec Il Giardino Armonico et l'Orchestre de chambre de Bâle, se lance dans un projet visant à interpréter et enregistrer sur instruments d'époque l'intégralité des symphonies de Franz Joseph Haydn d'ici 2032, afin de commémorer le 300e anniversaire de la naissance du compositeur,.
En 2019, il dirige l'opéra Giulio Cesare in Egitto de Händel au Teatro alla Scala de Milan,.

## Discographie sélective
Cette discographie est loin d'être complète. Elle ne liste que les enregistrements les plus représentatifs de l'ensemble et de son chef.
- Antonio Vivaldi, Concerti per liuti e mandolini (Luca Pianca : liuto, chitarre, mandolino, intégral)
  - Concerto con due violini In Tromba Marina, violoncello, archi e basso continuo (do majeur)
  - Concerto per mandolino con tutti li violini pizzicati (do majeur)
  - Concerto per due mandolini, violino, violoncello, archi e basso continuo (sol majeur)
  - Concerto per chitarre, con due violini soli, archi et basso continuo (ré majeur)
  - Due Trio per liuto, chitarre, violino, violoncello e basso continuo (RV 86 et 93)
  - Concerto per viola d'amore, liuto, violino, archi et basso continuo (ré mineur)
- Antonio Vivaldi, Concertos pour violoncelle (Christophe Coin : violoncelle)
  - Concerto pour 2 violoncelles, cordes et continuo RV 564
  - Concerto pour cordes et continuo RV 551
  - Concerto pour 2 violoncelles, cordes et continuo RV 531
  - Concerto pour violon Violino per eco lontano RV 552
  - Concerto pour 2 violoncelles, cordes et continuo RV 561
  - Concerto pour violoncelle Il proteo o sia il mondo rovescio RV 544
- Antonio Vivaldi, Le Quattro Stagioni (Enrico Onofri : violino solo)
  - La Primavera, concerto uno, op. 8 n°1
  - L'Estate, concerto due, op. 8 n° 2
  - L'Automno, concerto tre, op. 8 n° 3
  - L'Inverno, concerto quattro, op. 8 n° 4
- Johann Sebastian Bach, Sechs Brandenburgische Konzert (Enrico Onofri : violon, violon piccolo)
  - Konzert Eins (2 cors de chasse, 2 hautbois de chasse, violon piccolo, cordes et continuo)
  - Konzert Zwei (Trompette, flûte à bec, violon piccolo, cordes et continuo)
  - Konzert Drei (2 violons, 2 Altos, 2 Violoncelles, cordes et continuo)
  - Konzert Vier (2 flûtes à bec, violon, cordes et continuo)
  - Konzert Fünf (Flûte à bec, clavecin, violon, cordes et continuo)
  - Konzert Sechs (2 altos, 2 violoncelles, cordes et continuo)
- Autres enregistrements :
  - Haendel : Cantates
  - Locke : La Tempête
  - Vivaldi : Il cimento dell'armonia e dell'inventione (extraits)
  - Vivaldi : Concertos pour violon (divers)
  - Vivaldi : Sonates pour violoncelle (intégrale)
- Albums de Cecilia Bartoli :
  - The Vivaldi Album
  - Sacrificium
- Album d'Emmanuel Pahud :
  - Révolution, Emmanuel Pahud, flûte, Kammerorchester Basel, direction : Giovanni Antonini, WARNER CLASSICS 0825646276783, 2015